# Отруєння
Отруєння, отру́я або інтоксика́ція — порушення функцій чи ушкодження органів внаслідок дії отрут чи токсинів, що проникли в організм чи утворилися в ньому.
У теоретичній медицині відрізняють отруєння від інтоксикації, останній термін має ширше значення.
З екзогенною інтоксикацією частіше мають справу токсикологи, меншою мірою — інфекціоністи, загалом у таких випадках вживають термін — отруєння.
Автоінтоксикація — отруєння організму шкідливими речовинами, що утворюються в ньому при нормальній життєдіяльності або при захворюваннях.
Інтоксикаційний синдром — симптомокомплекс змін в організмі та їх клінічних проявів, внаслідок дії токсинів, що знаходяться в організмі. Є одним із проявів певного захворювання.
У клінічній медицині терміни Інтоксикація та Інтоксикаційний синдром вживаються як синоніми.

## Класифікація
За перебігом отруєння виділяють:
- гострі
- хронічні

Гострі отруєння відносяться до захворювань, тривалість яких залежить від своєчасно розпочатої інтенсивної терапевтичної допомоги на догоспітальному етапі лікування.
Хронічні отруєння розвиваються поступово під дією однієї й тієї ж хімічної речовини, яка потрапляє до організму впродовж тривалого часу. Прояву гострого отруєння при хронічному потраплянні отрути до організму сприяють такі явища, як кумуляція, сенсибілізація, звикання та залежність.
Кумуляція — накопичення в організмі хімічної або фармакологічно активної речовини. Скупчуватись може речовина, що повільно виводиться або знешкоджується у організмі.
Сенсибілізація — явище, при якому в організмі виникає підвищена чутливість до повторного вживання хімічної речовини. Часто повторне введення одних й тих же ліків у сенсибілізований організм проявляється алергійними реакціями.

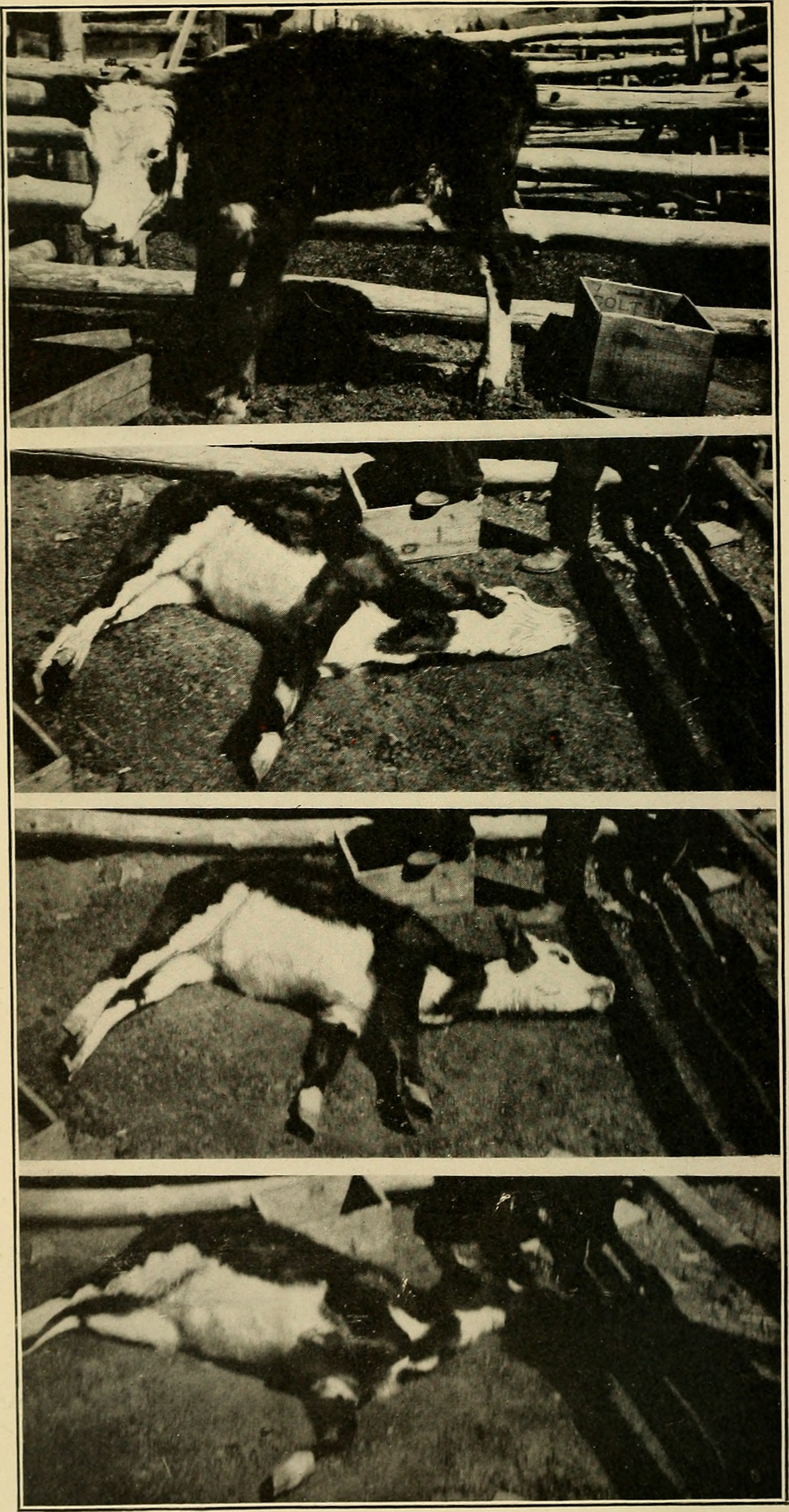
Вигляд теляти, якого в експерименті отруїли Cicuta maculata

За джерелом надходження токсинів, інтоксикацію поділяють на:
- екзогенні
- ендогенні (ендогенний інтоксикаційний синдром[6][7])
- ендотоксикози[4]

За походженням, отруєння поділяють на:
- побутові
- професійні
- лікарські
- умисні[8]

### Шляхи проникнення
Виділяють такі шляхи потрапляння токсичної речовини до організму:
1. Пероральний шлях, коли хімічні сполуки починають всмоктуватись вже в ротовій порожнині, потім у шлунку, кишечнику (особливо жиророзчинні сполуки).
2. Парентеральний шлях (внутрішньовенно, внутрішньом'язово, підшкірно) — найшвидший спосіб потрапляння токсичної дози лікарських препаратів у кров.
3. Інгаляційний шлях — отруєння газоподібними, пароподібними речовинами у суміші, що вдихається, а також рідкими речовинами у формі аерозолей.
4. Перкутанний шлях, коли отруйні речовини типу шкірно-наривної дії добре проникають через шкіру, всмоктуються та мають загальнорезорбтивну дію.
5. Потрапляння токсичних речовин в різні порожнини організму.

## Невідкладна допомога
Основні заходи:
- затримка всмоктування отрути у кров;
- знешкодження токсичної речовини, що всмокталася;
- прискорене виведення токсину з організму (детоксикація);
- симптоматична терапія.

Затримку всмоктування отрути у кров здійснюють в залежності від шляху потрапляння токсичної речовини до організму.
Знешкодження отрути, що всмокталася:
- специфічна та антидотна терапія;
- симптоматична терапія або стимуляція фізіологічних функцій;
- методи прискорення виділення отрути з організму.

Прискорення виведення токсичних речовин.
- Найпростішим методом діурезу (сечовиснаження) є водне навантаження. — Багато пиття, в/в велика кількість ізотонічних розчинів (5 % розчин глюкози, 0,85 % розчин хлорида натрію).
- Діуретичні засоби (фуросемід, тощо) протипоказані при ускладненні отруєння гострою нирковою недостатністю (анурія).
- Прискоренню виведення отрути сприяє посилення моторної діяльності кишечника за допомогою проносних (сольових) засобів та клізм.
- Екстракорпоральна детоксикація — гемодіаліз, перитонеальний діаліз, обмінне переливання крові (операція заміщення крові) у спеціалізованих нефрологічних та токсикологічних відділеннях.

Симптоматична терапія — спрямована на підтримку кровообігу (введення серцевих глікозидів, камфори) та дихання (аналептичні засоби — стимулятори дихання, штучне дихання, киснева терапія).
При необхідності проводять серцево-легеневу реанімацію:
- забезпечують прохідність дихальних шляхів;
- здійснюють штучне дихання;
- відновлюють кровообіг.

### Пероральне отруєння
При пероральному отруєнні обов'язкові та мають бути виконані негайно такі заходи:
1. Механічне видалення отрути:
  - промивання шлунка через зонд незалежно від стану хворого та часу, від моменту прийому отрути;
  - засоби, які спричинюють блювання;
  - проносні засоби (сольові);
  - очищення кишечника за допомогою сифонної клізми.
2. Хімічне руйнування та нейтралізація отрути:
  - за допомогою кислоти при отруєнні лугами;
  - за допомогою лугів при отруєнні кислотами;
  - сірководнева вода при отруєнні солями важких металів.
3. Фізико-хімічне зв'язування отрути (адсорбція). — ентеросорбенти (активоване вугілля, препарати кремнію, тощо); тальк, крохмаль, гідроокис алюмінію, трисилікат магнію.

### Інгаляційне отруєння
При інгаляційних отруєннях слід:
1. видалити постраждалого з ураженої атмосфери;
2. розпочати гіпервентиляцію легень киснем/чистим повітрям;
3. симптоматичне лікування.

### Потрапляння отрути під шкіру
При потраплянні токсичної речовини на шкіру необхідно:
1. змити отруту з поверхні шкіри;
2. знешкодити отруту хімічним шляхом, нейтралізувати кислоти та луги;
3. при ураженні ОР шкірно-наривної дії шкіру додатково обробити розчином хлораміну;
4. симптоматичне лікування.